# Tupac Shakur
Tupac Amaru Shakur (známý též jako 2Pac, Makaveli či Pac; 16. června 1971 New York – 13. září 1996 Las Vegas) byl americký rapper, básník a herec. Guinnessova kniha rekordů jej uvádí jako nejúspěšnějšího rappera historie se 75 miliony prodaných hudebních nosičů.

## Dětství
Narodil se v newyorském Harlemu. Jeho matka Afeni Shakur a otec Billy Garland byli aktivními členy kontroverzního hnutí Černí panteři. Svého syna pojmenovali podle historického vůdce hnutí odporu proti španělským conquistadorům v Peru – José Gabriela Túpaca Amaru. Jeho rodné jméno bylo Lesane Parish Crooks, to mu však matka již po roce nechala změnit. Během Tupacova mládí byli jeho příbuzní stále vyšetřováni policií, např. jeho kmotr Elmer Pratt byl uvězněn za vraždu a spolupráci s Černými pantery, jeho nevlastní otec Mutulu Shakur byl dokonce v roce 1982 na seznamu „deseti nejhledanějších uprchlíků“ FBI, kam se dostal poté, co pomohl své sestře utéct z věznice, kde měla strávit zbytek života.
Poté, co byl Mutulu Shakur v roce 1986 uvězněn, se rodina přestěhovala do Baltimoru v Marylandu. Po dvou letech na veřejné střední škole přestoupil na Baltimorskou školu umění, kde studoval herectví, poezii, jazz a balet. Zde vystupoval v několika divadelních hrách. Později se začal věnovat rapu a beatboxu. Roku 1988 se ovšem rodina přestěhovala do Marin City, Kalifornie, kde dostudoval ve třídě zaměřené na poezii. Jedno ze školních hudebních vystoupení jej vedlo k jeho přijmutí do hudebního uskupení Digital Underground.

## Hudební kariéra a osobní život
Na začátku kariéry byl jako doprovodný tanečník a MC skupiny Digital Underground, poté se objevil na EP skupiny Digital Underground – This Is an EP Release (1991) a ve stejném roce i na albu Sons of the P. Ke konci roku vydal svůj sólový debut 2Pacalypse Now, o jehož distribuci projevila zájem i společnost Interscope Records. V textech řeší politiku, rasismus, špatné sociální situace apod. Později mnoho slavných rapperů jako Nas, 50 Cent nebo Eminem přiznali, že z tohoto alba často čerpali inspiraci. Album ve své době dosáhlo ocenění zlatá deska.
Druhé album Strictly 4 My N.I.G.G.A.Z. (1993) se sice věnuje stejně kontroverzním tématům, ale zaznamenalo ještě větší úspěch. Později téhož roku založil hudební skupinu Thug Life, která vydala své jediné album o rok později, jmenovalo se Thug Life: Vol. 1.
V té době byl také obviněn z několika přečinů jako sexuální obtěžování apod.
V listopadu 1994 byl dvěma muži postřelen a okraden když chtěl navštívit Quad studio na Manhattanu, později obvinil Seana Combse a Biggieho, že stáli za tímto incidentem. Ovšem ani jednomu se spojitost s případem nikdy neprokázala. Později byl Tupac obviněn svou fanynkou ze znásilnění, které popíral. Za pravdu mu dala lékařská zpráva, která jakýkoliv pohlavní styk osudné noci vylučovala. Dotyčná tedy změnila svou výpověď a tvrdila, že ji sexuálně obtěžoval, což bylo shledáno jako sexuální napadení. Ač byla důvěryhodnost této svědkyně velmi podryta, 2Pac byl nakonec stejně shledán vinným ze tří z devíti bodů obžaloby a poslán do vězení až na čtyři a půl roku. K této události přispělo i to, že byl často vnímán jako veřejný nepřítel. Po jedenácti měsících byl však propuštěn na kauci 1,4 milionu dolarů, kterou zaplatil bývalý šéf Death Row Records Suge Knight, výměnou za smlouvu s 2Pacem. Během svého uvěznění vyšla jeho třetí deska Me Against the World, která se stala multi-platinovou a Tupaca nadlouho označila za jediného umělce, jehož deska se umístila na prvním místě hitparády Billboard 200. Během svého uvěznění si také vzal dlouholetou přítelkyni Keishu Morris, se kterou se ovšem do roka rozvedl.
Po propuštění z vězení založil novou skupinu nazvanou Outlaw Immortalz a podepsal smlouvu s labelem Death Row Records, se kterým později vedl „válku“ proti labelu Bad Boy Records z východního pobřeží USA. U Death Row vydal své nejúspěšnější dílo, vůbec první rapové dvojalbum All Eyez on Me, kterého se prodalo okolo 4,5 milionů jen v USA. Tupac, který se vyhýbal označení gangster a tvrdil, že s gangy nemá nic společného, se pod vlivem okolností změnil a svůj rap přiblížil ke stylu, který mnozí nazývají „gangsta rap“. Přesto dále říkal: „gangsta rap neexistuje, nejsem gangsta rapper, jenom rapper“. Také je důležité zmínit, že během svého působení u Death Row Records nahrál stovky písní.
Dne 4. července 1996 se Tupac účastnil svého posledního vystoupení v House of Blues, kde vystoupili mimo něj i Snoop Dogg a Tha Dogg Pound a další.
Během svého pobytu ve vězení studoval díla Machiavelliho, podle nějž si zvolil svůj nový pseudonym Makaveli, pod nímž se chystal vydat své další album The Don Killuminati: The 7 Day Theory. Zajímavostí je, že texty písní i jejich nahrání stihl za tři dny, další studiové úpravy trvaly čtyři dny, album tedy bylo hotové za sedm dní. Také plánoval založit vlastní nahrávací společnost Makaveli Records, ovšem to již nestihl.

## Smrt
V noci 7. září 1996 v Las Vegas odcházel s ostatními členy Death Row ze zápasu Mika Tysona. V hale hotelu MGM Grand napadl Orlanda Andersona, člena gangu Southside Crips, který dříve okradl jiné zaměstnance Death Row Records. Vše zachytila hotelová kamera. Později, když jeli se Suge Knightem do jeho Clubu 662 a zastavili na křižovatce ulic Flamingo-Koval, přiblížil se k nim bílý cadillac, ze kterého někdo několikrát vystřelil na auto, v němž jel Tupac a Suge Knight. Tupac byl zasažen čtyřmi ranami a na následky svého zranění o šest dní později zemřel (13. 9. 1996). Suge Knight byl poraněn do hlavy zásahem šrapnelu. Tupac byl zpopelněn v pátek 13. září 1996. Trochu jeho popela bylo údajně smícháno s marihuanou a vykouřeno členy Outlawz týmu.

## Styl a tematika
Jeho styl, vystupování a obsah textů byl inspirován řadou afrických a afroamerických hnutí, např. Stranou černých panterů nebo Černými nacionalisty. Dále rovnostářstvím a svobodou. Na svém prvním albě 2Pacalypse Now z roku 1991 kritizoval sociální systém USA, který považoval za nespravedlivý. Také se věnoval tématu policejní brutality. V této době propagoval afrocentrismus.
Styl změnil až pod vedením Death Row Records, kde roku 1996 vydal své čtvrté album All Eyez on Me. V textech se sice zachovala sociální tematika, ale písně byly více tvořeny pro rádia a do klubů.

## Odkaz
USA, i v New Yorku mu vzdávaly hold. Odkaz svého syna se rozhodla budovat i jeho matka Afeni, když založila nadaci Shakur Family Foundation (později zvanou Tupac Amaru Shakur Foundation), která podporuje mladé nadané umělce.
Řada autorů se později zabývala Tupacovým životem, smrtí a přínosem. Univerzitní profesor Mark Anthony Neal zabývající se černošskou populární kulturou vydal na Univerzitě v Buffalou studii Thug Nigga Intellectual: Tupac as Celebrity Gramscian, v které popsal Tupaca jako přirozeného intelektuála, který měl schopnost mluvit k masám a být jejich uznávaným reprezentantem. Profesor Murray Forman z Northeastern University ve své studii Tupac Shakur: O.G. (Ostensibly Gone) popsal symbolismus a mytologii v Tupacově životě a smrti. Například tvrdil, že se Tupacovým fanouškům podařilo vzkřísit jistou vlastní živoucí entitu – Tupacův odkaz. Tamní profesor hudby Emmett Price ve své studii From Thug Life to Legend: Realization of a Black Folk Hero označil Tupaca za součást afroamerického folklóru.
Univerzita University of California, Berkeley nabízí studentům kurz „History 98: Poetry and History of Tupac Shakur“.
Roku 2003 jeho matka Afeni založila oděvní značku „Makaveli Branded Clothing“. O rok později byla vydána oficiální biografie Tupaca nazvaná Tupac Shakur Legacy, napsal ji Jamal Joseph.
Magazín Forbes uvedl, že Tupacova pozůstalost vydělala za rok 2008 až 15 milionů dolarů, čímž je stále jedním z nejvýdělečnějších mrtvých umělců.
V roce 2010 byla Tupacova píseň „Dear Mama“ uložena do národního archivu v Knihovně Kongresu USA, jakožto teprve třetího rappera.
V dubnu 2012 byl vytvořen Tupacův „hologram“ (technicky 2D projekce), který předvedl „Hail Mary“ a „2 of Amerikaz Most Wanted“ na festivalu Coachella. „Hologram“ byl vytvořen optickou iluzí zvanou Pepperův duch.

## Diskografie

### Studiová alba
| Rok  | Album                                                                                                | Nejvyšší umístění v hitparádě | Nejvyšší umístění v hitparádě | Nejvyšší umístění v hitparádě | Ocenění                                      |
| Rok  | Album                                                                                                | US 200                        | US Hip-Hop                    | UK                            | Ocenění                                      |
| ---- | --- | ----------------------------- | ----------------------------- | ----------------------------- | -------------------------------------------- |
| 1991 | 2Pacalypse Now - Vydáno: 12. listopadu 1991 - Vydavatel: Jive, Interscope                            | 64                            | 13                            | -                             | US: zlaté                                    |
| 1993 | Strictly 4 My N.I.G.G.A.Z. - Vydáno: 16. února 1993 - Vydavatel: Atlantic, Interscope                | 24                            | 4                             | -                             | US: platinové                                |
| 1995 | Me Against the World - Vydáno: 14. března 1995 - Vydavatel: Atlantic, Interscope                     | 1                             | 1                             | -                             | US: 2x platinové                             |
| 1996 | All Eyez on Me - Vydáno: 13. února 1996 - Vydavatel: Death Row, Interscope                           | 1                             | 1                             | 32                            | US: 9x platinové CAN: platinové UK: stříbrné |
| 1996 | The Don Killuminati: The 7 Day Theory - Vydáno: 5. listopadu 1996 - Vydavatel: Death Row, Interscope | 1                             | 1                             | -                             | US: 4x platinové CAN: zlaté                  |

### Posmrtně vydaná alba
| Rok  | Album                                                                                    | Nejvyšší umístění v hitparádě | Nejvyšší umístění v hitparádě | Nejvyšší umístění v hitparádě | Nejvyšší umístění v hitparádě | Nejvyšší umístění v hitparádě | Ocenění                                            |
| Rok  | Album                                                                                    | US 200                        | US Hip-Hop                    | US Rap                        | CAN                           | UK                            | Ocenění                                            |
| ---- | ---------------------------------------------------------------------------------------- | ----------------------------- | ----------------------------- | ----------------------------- | ----------------------------- | ----------------------------- | -------------------------------------------------- |
| 1997 | R U Still Down? (Remember Me) - Vydáno: 25. listopadu 1997 - Vydavatel: Amaru, BMG, Jive | 2                             | 1                             | *                             | 12                            | 44                            | US: 4x platinové                                   |
| 2001 | Until the End of Time - Vydáno: 27. března 2001 - Vydavatel: Amaru, Death Row            | 1                             | 1                             | *                             | 2                             | 31                            | US: 3x platinové CAN: 2x platinové UK: 2x stříbrné |
| 2002 | Better Dayz - Vydáno: 26. listopadu 2002 - Vydavatel: Amaru, Death Row                   | 5                             | 1                             | *                             | 7                             | 68                            | US: 2x platinové CAN: 3x platinové                 |
| 2004 | Loyal to the Game - Vydáno: 14. prosince 2004 - Vydavatel: Amaru                         | 1                             | 1                             | 1                             | 7                             | 20                            | US: platinové UK: stříbrné                         |
| 2006 | Pac's Life - Vydáno: 21. listopadu 2006 - Vydavatel: Amaru, Interscope                   | 9                             | 3                             | 3                             | -                             | -                             | US: /                                              |

### Úspěšné singly
| Rok  | Název písně                                          | Pozice v mezinárodních žebříčcích | Pozice v mezinárodních žebříčcích | Pozice v mezinárodních žebříčcích | Pozice v mezinárodních žebříčcích | Pozice v mezinárodních žebříčcích | Vyznamenání      | Album                         |
| Rok  | Název písně                                          | US 100                            | US R&B                            | US Rap                            | CAN                               | UK                                | Vyznamenání      | Album                         |
| ---- | ---------------------------------------------------- | --------------------------------- | --------------------------------- | --------------------------------- | --------------------------------- | --------------------------------- | ---------------- | ----------------------------- |
| 1993 | „I Get Around (ft. Digital Underground)“             | 11                                | 5                                 | 8                                 | -                                 | -                                 | US: zlaté        | Strictly 4 My N.I.G.G.A.Z.    |
| 1993 | „Keep Ya Head Up“                                    | 12                                | 7                                 | 2                                 | -                                 | -                                 | US: zlaté        | Strictly 4 My N.I.G.G.A.Z.    |
| 1995 | „Dear Mama“                                          | 9                                 | 3                                 | 1                                 | -                                 | 27                                | US: platinové    | Me Against the World          |
| 1995 | „So Many Tears“                                      | 44                                | 21                                | 6                                 | -                                 | -                                 |                  | Me Against the World          |
| 1995 | „California Love“ (ft. Dr. Dre a Roger Troutman)     | 1                                 | 1                                 | 1                                 | -                                 | 6                                 | US: 2x platinové | All Eyez on Me                |
| 1995 | „How Do U Want It“ (ft. K-Ci a JoJo)                 | 1                                 | 1                                 | 1                                 | 14                                | 17                                | US: 2x platinové | All Eyez on Me                |
| 1997 | „Do For Love“                                        | 21                                | 10                                | 2                                 | -                                 | 12                                | US: zlaté        | R U Still Down? (Remember Me) |
| 1998 | „Changes“                                            | 32                                | 12                                | 1                                 | 14                                | 3                                 |                  | Greatest Hits                 |
| 2002 | „Thugz Mansion“ (ft. Nas)                            | 19                                | 10                                | 4                                 | -                                 | 24                                |                  | Better Dayz                   |
| 2003 | „Runnin' (Dying to Live)“ (ft. The Notorious B.I.G.) | 19                                | 11                                | 5                                 | -                                 | 17                                |                  | Tupac: Resurrection OST       |
| 2006 | „Untouchable“ (ft. Krayzie Bone)                     | 29                                | 91                                | -                                 | -                                 | -                                 |                  | Pac's Life                    |

## Filmografie

### Filmy
- 1991 – Nothing but Trouble / (Nic než trable)
- 1992 – Juice / (Respekt)
- 1993 – Poetic Justice
- 1994 – Above the Rim / (Nad košem)
- 1996 – Bullet / (Střela)
- 1997 – Gang Related / (Gang policajtů)
- 1997 – Gridlock'd / (Za branami pekla)

### Seriály
- 1992 – Drexell's Class (1 epizoda)
- 1993 – A Different World (1 epizoda)
- 1993 – In Living Color (1 epizoda)

### Dokumenty
- 1997 – Tupac Shakur: Thug Immortal
- 1997 – Tupac Shakur: Words Never Die
- 2001 – Tupac Shakur: Before I Wake...
- 2001 – Welcome to Deathrow
- 2002 – Tupac Shakur: Thug Angel: The Life of an Outlaw
- 2002 – Biggie & Tupac
- 2002 – Tha Westside
- 2003 – 2Pac 4 Ever
- 2003 – Tupac: Resurrection / (Tupac: Vzkříšení)
- 2004 – Tupac vs.
- 2004 – Tupac: The Hip Hop Genius
- 2006 – So Many Years, So Many Tears
- 2007 – Tupac: Assassination
- 2009 – Tupac: Assassination II: Reckoning
- 2017 – All eyez on me
- 2018 – Unsolved / (Nevyšetřeno)